# Begonia cladotricha
Begonia cladotricha là một loài thực vật có hoa trong họ Thu hải đường. Loài này được M.Hughes mô tả khoa học đầu tiên năm 2007.